# Pikieta (gra karciana)

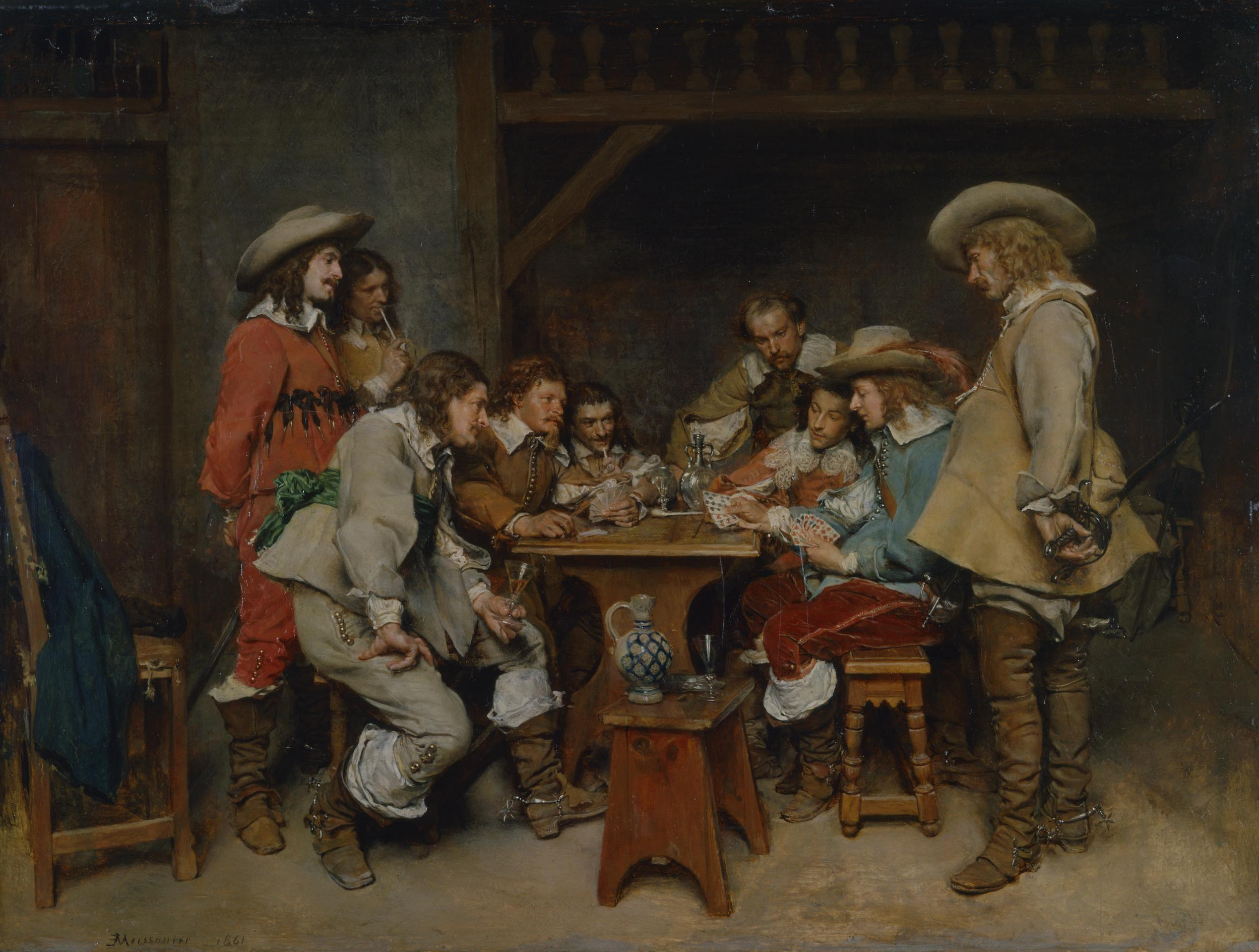
Gra w pikietę w XVII-wiecznej Francji (mal. Ernest Meissonier, 1861)

Pikieta (fr./ang. piquet) – gra karciana dla dwóch osób, jedna z najstarszych i pochodząca z Francji. Polega na zbieraniu lew. Ważną rolę w niej odgrywa zgłaszanie posiadanych sekwensów.

## Historia
Gra znana we Francji od końca XIV wieku pod nazwami ronflé i cent, rozpowszechniona w wieku XV. W wieku XVIII była już znana w całej Europie. Obowiązujące zasady gry ustalił Charles Picquet z Troyes i od jego nazwiska pochodzi nazwa gry.

## Zasady gry

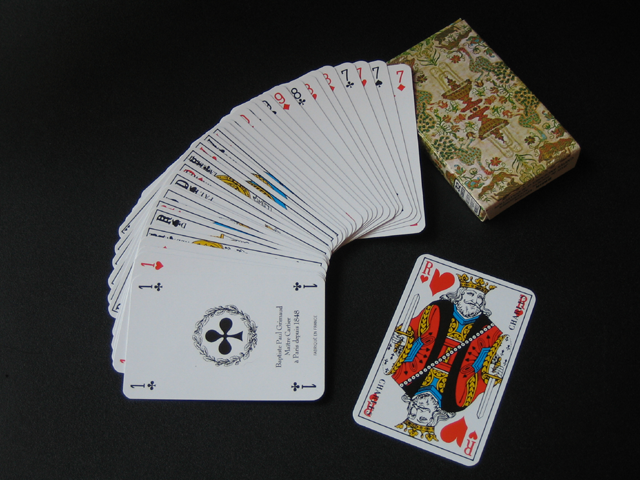
Talia do pikiety

Gra dla dwóch osób rozgrywana talią składającą się z 32 kart, od siódemek do asów. Punktacja kart: asy – po 11, figury – po 10, blotki według liczby oczek. Gra składa się z rozdania, wymiany, licytacji i rozgrywki. Jedna pełna partia składa się z czterech rozdań (każdy z graczy rozdaje dwukrotnie).

### Rozdanie
Pierwszego rozdającego wyznacza się przez losowanie. Każdy z graczy otrzymuje po dwanaście kart, rozdawanych po dwie. Pozostałe osiem kart rozdziela się na dwa zakryte talony: talon przeciwnika (pięciokartowy) i talon rozdającego (trzykartowy). Gracz nieposiadający w ręku żadnych figur, może zgłosić tzw. carte blanche, za co otrzymuje 10 punktów premii.

### Wymiana
Wymianę rozpoczyna przeciwnik rozdającego. Może wymienić do pięciu kart z ręki na karty z talonu (co najmniej jedną). Swoje pozostawione na stole karty może podejrzeć. Rozdający może wymienić dowolną ilość kart pozostających na stole (również nie wymienione przez przeciwnika). Pozostawione karty może podejrzeć (bez kart zrzuconych przez przeciwnika).

### Licytacja
Licytacja polega na zgłaszaniu posiadanych w ręku najdłuższych kolorów, sekwensów i kompletów. Rozpoczyna ją przeciwnik rozdającego, od najdłuższego koloru. Punkty zdobywa ten z graczy, który ma najdłuższy kolor. Tyle punktów, ile kart w kolorze. W przypadku równej ilości kart wygrywa ten, którego kolor ma większą wartość punktową. Po kolorze licytuje się sekwensy. Punktacja jest następująca:
- najdłuższy sekwens oktawa (8 kart) wart jest 18 punktów
- septa (7 kart) – 17
- seksta (6 kart) – 16
- pinta (5 kart) – 15
- kwarta (4 karty) – 4
- terc (3 karty) – 3

Przy równych sekwensach lepszy jest zaczynający się od wyższej karty. Wygrywający licytację sekwensów otrzymuje również punkty za pozostałe posiadane sekwensy. Po sekwensach licytuje się komplety (trójki i karety). Komplet czterokartowy wart jest 14 punktów, a trzykartowy 3 punkty. Przy równej ilości kart w komplecie wygrywa komplet złożony z wyższych kart.
Kiedy w licytacji kolory i sekwensy są sobie równe w wartościach kart, wtedy punktów nie otrzymuje żaden gracz. Natomiast w kompletach kiedy oboje gracze mają tyle samo punktów, liczy się starszeństwo kart. W każdej licytacji biorą udział wszystkie karty posiadane w ręku. W przypadku jeśli w licytacji wzięły udział wszystkie posiadane przez gracza karty (tak zwaną carte rouge) otrzymuje on premię 20 punktów. Jeżeli w trakcie licytacji jeden z graczy uzyska co najmniej 30 punktów przy zerowym koncie przeciwnika otrzymuje premię 60 punktów.

### Rozgrywka
Rozgrywkę rozpoczyna przeciwnik rozdającego. O wzięciu lewy decyduje starszeństwo kart. Obowiązuje dorzucanie do koloru, ale nie obowiązuje natomiast przebijanie starszą kartą. Za każde wyjście (nie za wzięcie lewy) gracz otrzymuje jeden punkt, lecz za wzięcie lewy również otrzymuje się jeden punkt. Za ostatnie wyjście i ostatnią lewę zdobywa się dwa punkty. Wygrywa ten, kto weźmie ponad połowę lew. Za wygraną rozgrywkę otrzymuje się 10 punktów. Gracz, który weźmie wszystkie dwanaście lew otrzymuje dodatkowo 40 punktów za capot.
Jeżeli w trakcie rozgrywki gracz uzyska 30 punktów (razem z licytacją) przy zerowym koncie przeciwnika, otrzymuje dodatkowo 30 punktów.
Grę wygrywa gracz, który uzyskał w sumie więcej punktów za licytację i rozgrywkę. Zwycięzcy, który uzyskał mniej niż 100 punktów dolicza się dodatkowo 100 punktów, ale odejmuje punkty przeciwnika. Zwycięzcy, który przekroczył 100 punktów („przeszedł Rubikon”) dolicza się 100 punktów oraz punkty przeciwnika.